# 阿穆特斯巴赫河
50°26′49″N 6°52′32″E / 50.446922°N 6.875515°E

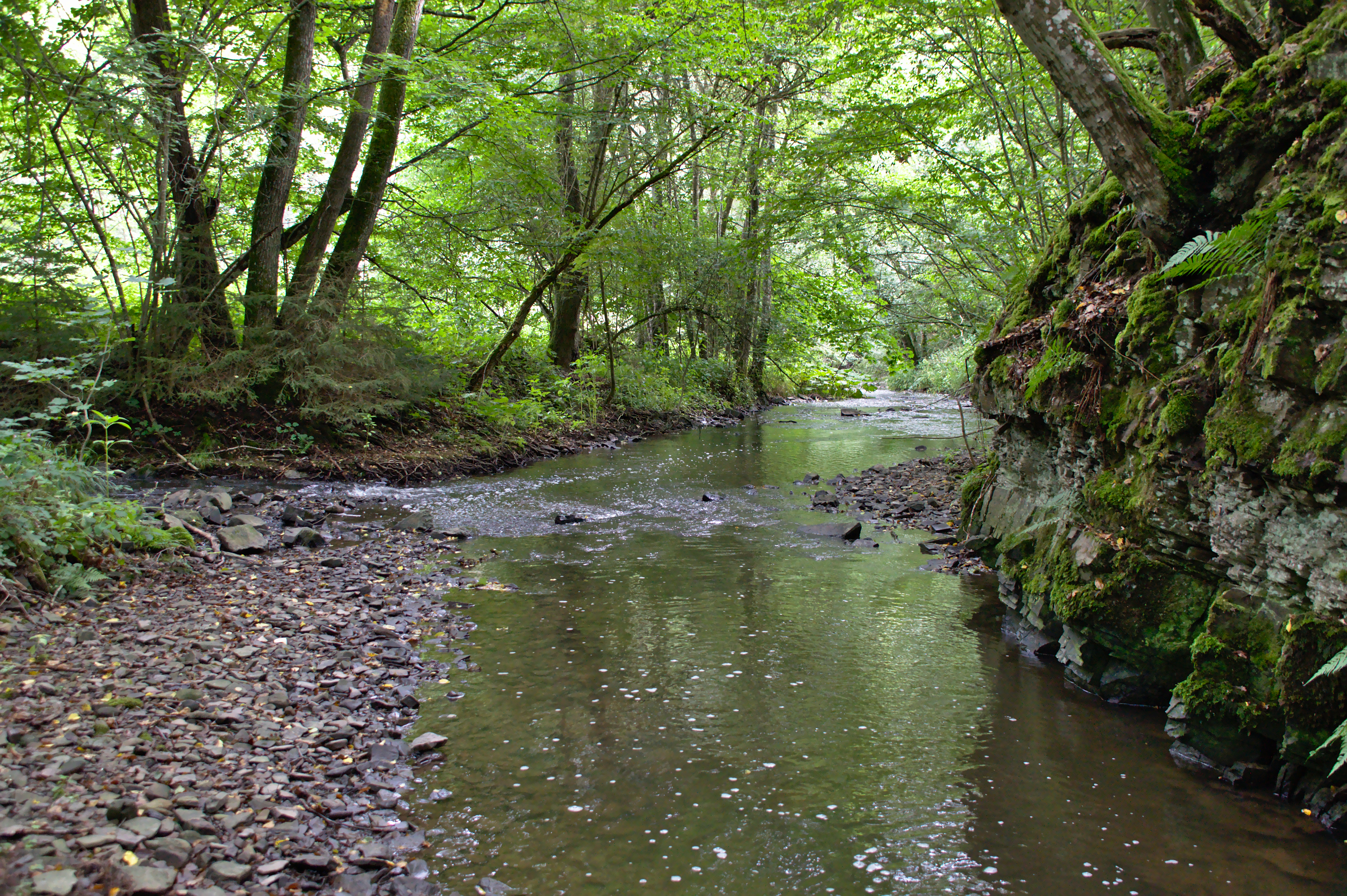

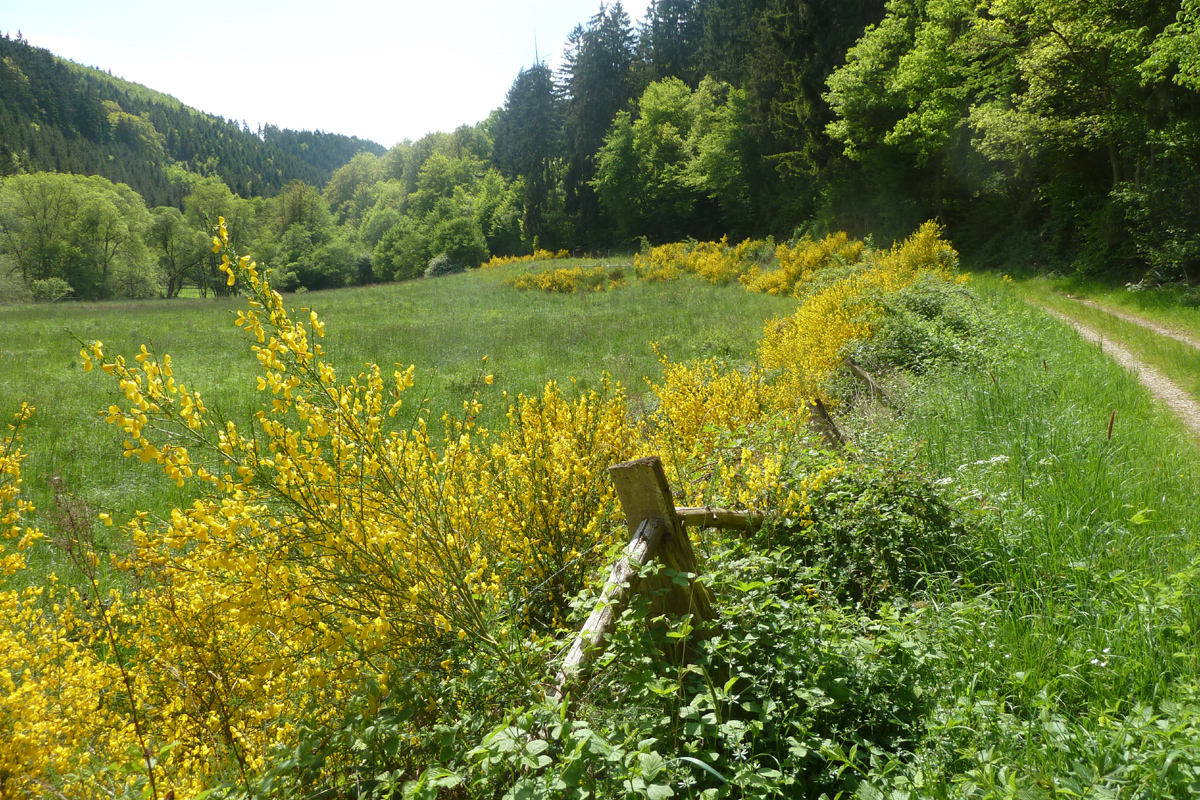

阿穆特斯巴赫河（德語：Armuthsbach），是德國的河流，位於該國西部，流經北萊茵-威斯特法倫州和萊茵蘭-普法爾茨州，屬於阿爾河的支流，河道全長18.4公里，流域面積60.5平方公里。